# Dietrich Adolf Hrabak
Dietrich Adolf Hrabak (* 19. Dezember 1914 in Großdeuben; † 15. September 1995 in Pfaffenhofen bei Fürstenfeldbruck) war ein deutscher Offizier, zuletzt Generalmajor der Luftwaffe der Bundeswehr.

## Leben
Beförderungen
- 1. April 1935 Fähnrich zur See
- 1. Oktober 1935 Oberfähnrich zur See
- 1. April 1936 Leutnant
- 1. Januar 1939 Oberleutnant
- 20. April 1940 Hauptmann
- 1. Oktober 1942 Major
- 1. Juli 1943 Oberstleutnant
- 1. September 1944 Oberst
- 18. Dezember 1962 Brigadegeneral
- 30. Juni 1966 Generalmajor

### Vorkriegsjahre und Zweiter Weltkrieg
Hrabak, Sohn eines Maurermeisters, trat nach dem Besuch des Königin-Carola-Gymnasiums in Leipzig am 1. April 1934 der Reichsmarine bei, wo er der Schiffstammdivision der Ostsee in Stralsund zugeordnet wurde. Dort erfolgte zunächst seine Verwendung in der dortigen Frankenkaserne. Vom 14. Juni 1934 bis Ende März 1935 besuchte Hrabak als Seekadett die Marineschule Mürwik. Anschließend diente er als Fähnrich in Stralsund und als Oberfähnrich auf Borkum. Zum 31. Oktober 1935 schied Hrabak aus der Marinelaufbahn aus und wechselte zur Luftwaffe über. Vom 1. November 1935 bis 19. Mai 1936 absolvierte er an der Flugzeugführerschule in Ludwigslust eine Ausbildung zum Flugzeugführer. Im Anschluss daran flog er vom 20. Mai bis Ende Juli 1936 als Flugzeugführer in der Kampffliegerschule (Bomber) in Tutow. Zum 1. August 1936 wechselte Hrabak zu den Jagdfliegern über, wo er bis Ende März 1937 Jagdflugzeugführer bei der Jagdgruppe Bernburg war. Die gleiche Funktion übte Hrabak von April 1937 bis März 1938 bei der Jagdgruppe Bad Aibling aus. Von April 1938 bis März 1939 diente er dann als Adjutant in der Jagdgruppe Wien. Diese ging im April 1939 im Jagdgeschwader 76 auf, wo Hrabak als Staffelkapitän der 1. Staffel beim Überfall auf Polen sowie im Westfeldzug als Jagdflieger eingesetzt war. Zum 1. August 1940 wurde Hrabak Kommandeur der dortigen I. Gruppe, die er sodann bis Ende Oktober 1942 führte. In dieser Funktion wurde ihm bereits am 21. Oktober 1940 das Ritterkreuz des Eisernen Kreuzes verliehen. Zum 1. November 1942 stieg Hrabak zum Kommodore des Jagdgeschwaders 52 auf, dessen Aufgaben er bis Ende September 1944 innehielt. Hier wurde er für seinen 125. Luftsieg am 25. November 1943 mit dem Eichenlaub zum Ritterkreuz des Eisernen Kreuzes ausgezeichnet. Die gleiche Funktion übernahm Hrabak zum 1. Oktober 1944 im Jagdgeschwader 54, welches er dann als Kommodore bis Kriegsende führte. Im Mai 1945 geriet Hrabak in britische Kriegsgefangenschaft, aus der er im März 1946 wieder entlassen wurde.
Insgesamt errang Hrabak als Jagdflieger bei 820 Feindflügen 125 Luftsiege, davon 109 an der Ostfront.

### Nachkriegsjahre und Bundeswehrkarriere
Von April bis September 1946 arbeitete Hrabak zunächst als Umschüler im Maurerhandwerk sowie im Anschluss bis 1949 als Handlungsbevollmächtigter in einer Maschinenfabrik in Siegburg. Von 1949 bis 1953 agierte er als Abteilungsleiter in einem Chemiekonzern in Hamburg. 
In Vorbereitung auf einen künftigen Einsatz in der zu gründenden Bundeswehr, absolvierte er von Juli 1955 bis Mai 1956 eine fliegerische Auffrischung in den USA. In dieser Zeit trat Hrabak am 25. Januar 1956 als Oberst der Luftwaffe der Bundeswehr bei. Nach seiner Rückkehr nach Deutschland wurde Hrabak am 1. Juni 1956 zum Kommandeur der Flugzeugführerschule B in Fürstenfeldbruck ernannt; eine Funktion, die er bis Ende Februar 1961 innehielt. Während dieser Zeit war er zugleich vom September 1960 bis 10. Februar 1961 Teilnehmer der 18. NATO-Defense-College in Paris. Am 1. März 1961 stieg Hrabak zum Kommandeur der 2. Luftwaffen-Ausbildungs-Brigade in Fürstenfeldbruck auf, die er bis Oktober 1962 führte. Anschließend diente er von November 1962 bis September 1964 im Commander Sector Operations Center 1 auf dem Segelfluggelände Brockzetel. Nach dem Einsatz als Chief Air Defence Central Europe in Fontainebleau (Frankreich) vom Oktober 1964 bis Mitte Dezember 1965, wurde Hrabak am 16. Dezember 1965 zum Kommandeur der 4. Luftwaffendivision in Aurich ernannt. Allerdings gab er dieses Kommando bereits wenige Wochen später am 23. Januar 1966 wieder ab, um am Folgetag als Sonderbeauftragter für das Waffensystem F-104 in das Bundesministerium für Verteidigung (BMVg) nach Bonn zu wechseln. Nach dem Abschluss dieses Projektes wurde Hrabak am 1. Oktober 1966 zum Beauftragten für die Waffensysteme der Luftwaffe ernannt, dessen Aufgaben er ebenfalls im BMVg ausübte. Zum 1. März 1970 stieg Hrabak zum General der Kampfverbände der Luftwaffe im Luftwaffenamt Köln auf, dessen Funktion er bis zu seiner Pensionierung am 30. September 1970 innehielt.

## Auszeichnungen
- Flugzeugführerabzeichen
- Frontflugspange für Tagjäger in Gold mit Einsatzzahl 800
- Medaille Winterschlacht im Osten 1941/42
- Ärmelband Kreta
- Deutsches Kreuz in Gold
- Eisernes Kreuz (1939) II. und I. Klasse
- Ritterkreuz des Eisernen Kreuzes
  - Ritterkreuz am 21. Oktober 1940
  - Eichenlaub am 25. November 1943 (337. Verleihung)
- Großes Bundesverdienstkreuz 1971